# Les enfants ne sont pas à vendre
Pour plus de détails, voir Fiche technique et Distribution.
Les enfants ne sont pas à vendre (I figli non si vendono) est un melodramma strappalacrime italien réalisé par Mario Bonnard et sorti en 1952.

## Fiche technique
- Titre français : Les enfants ne sont pas à vendre[1]
- Titre original italien : I figli non si vendono[2],[3]
- Réalisation : Mario Bonnard
- Scenario : Mario Bonnard, Giuseppe Mangione, Nicola Manzari, Giorgio Prosperi, Alberto Manca dell'Asinara
- Photographie :	Tino Santoni (it)
- Montage : Nella Nannuzzi
- Musique : Giulio Bonnard (it)
- Décors et costumes : Saverio D'Eugenio (it)
- Société de production : Zeus Film, Schermi Produzione
- Pays de production :  Italie
- Langue originale : Italien
- Format : Noir et blanc - 1,37:1 - Son mono - 35 mm
- Durée : 104 minutes
- Genre : Melodramma strappalacrime
- Dates de sortie :
  - Italie : 9 octobre 1952
  - France : 2 mars 1955[1]

## Distribution
- Lea Padovani : Anna
- Jacques Sernas : Carlo Dazzeni / Roberto Dazzeni
- Maria Grazia Francia : Luisa
- Paola Barbara Elena Dazzeni
- Checco Durante Paolo Dazzeni
- Antonella Lualdi : Daniela
- Dario Michaelis : Gianni
- Mauro Maiorani : l'enfant
- Dina Sassoli
- Diana Lante
- Dina Perbellini
- Bruna Corrà
- Augusto Ciabatti
- Augusto Pennella
- Galeazzo Benti
- Edda Soligo